# PGC 14579
LEDA/PGC 14579, auch UGC 2971, ist eine spiralförmige Radiogalaxie im Sternbild Perseus am Nordsternhimmel. Sie ist schätzungsweise 265 Millionen Lichtjahre von der Milchstraße entfernt und hat einen Durchmesser von etwa 145.000 Lichtjahren. Vom Sonnensystem aus entfernt sich das Objekt mit einer errechneten Radialgeschwindigkeit von näherungsweise 5.900 Kilometern pro Sekunde. Nach lage der Daten ist eine gravitative Bindung mit PGC 14572 möglich.
Die Typ-Ic Supernova SN 2003ig wurde hier beobachtet.
Im selben Himmelsareal befinden sich unter anderem die Galaxien PGC 14584, PGC 213272, PGC 5061182, PGC 5061237.